# Merinos (Uruguay)
Merinos est une ville de l'Uruguay située dans le département de Paysandú. Sa population est de 556 habitants.

## Histoire
La ville a été fondée en 1889.

## Population
| Année | Population |
| ----- | ---------- |
| 1963  | 559        |
| 1975  | 405        |
| 1985  | 435        |
| 1996  | 483        |
| 2004  | 556        |

Référence,.